# Maschera mortuaria

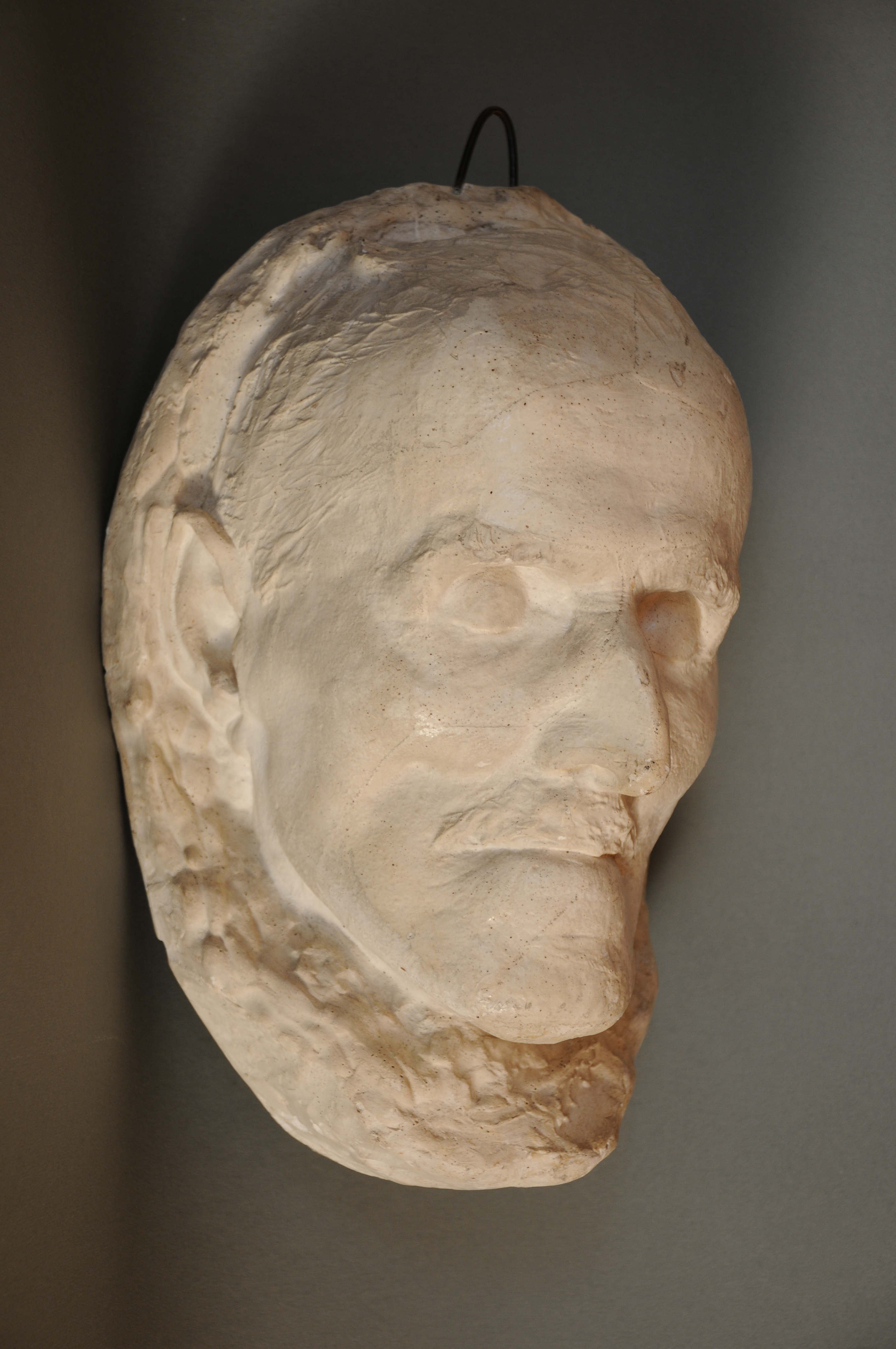
Maschera mortuaria di Josef Moroder-Lusenberg

Una maschera mortuaria è un calco, spesso fatto in cera, raffigurante il volto di un defunto. Alcune maschere raffigurano personaggi celebri come Dante Alighieri, Blaise Pascal, Isaac Newton o Napoleone Bonaparte. Le maschere mortuarie potevano essere usate come ricordo del defunto o come base per la creazione di ritratti. Alle volte è possibile trovare ritratti che sono stati ispirati dalle maschere mortuarie, a causa delle lievi distorsioni caratteristiche causate dal peso del gesso durante la realizzazione della stampa. In altre culture la maschera mortuaria poteva essere di argilla o di qualche altro materiale posizionata sulla faccia del defunto prima del rito funebre. La maschera più conosciuta è senza dubbio quella del faraone Tutankhamon.
Nel diciassettesimo secolo in alcuni paesi europei, era comune usare le maschere mortuarie come effigie del defunto sulle tombe. Durante il diciottesimo e il diciannovesimo secolo furono utilizzate anche per registrare in modo permanente le caratteristiche di cadaveri sconosciuti ai fini dell'identificazione. Questa funzione fu successivamente sostituita dalla fotografia.
I sostenitori della frenologia e della etnografia utilizzano sia le maschere di morte sia le maschere della vita (tratto da soggetti vivi) per scopi scientifici e pseudoscientifici.

## Storia

### Sculture

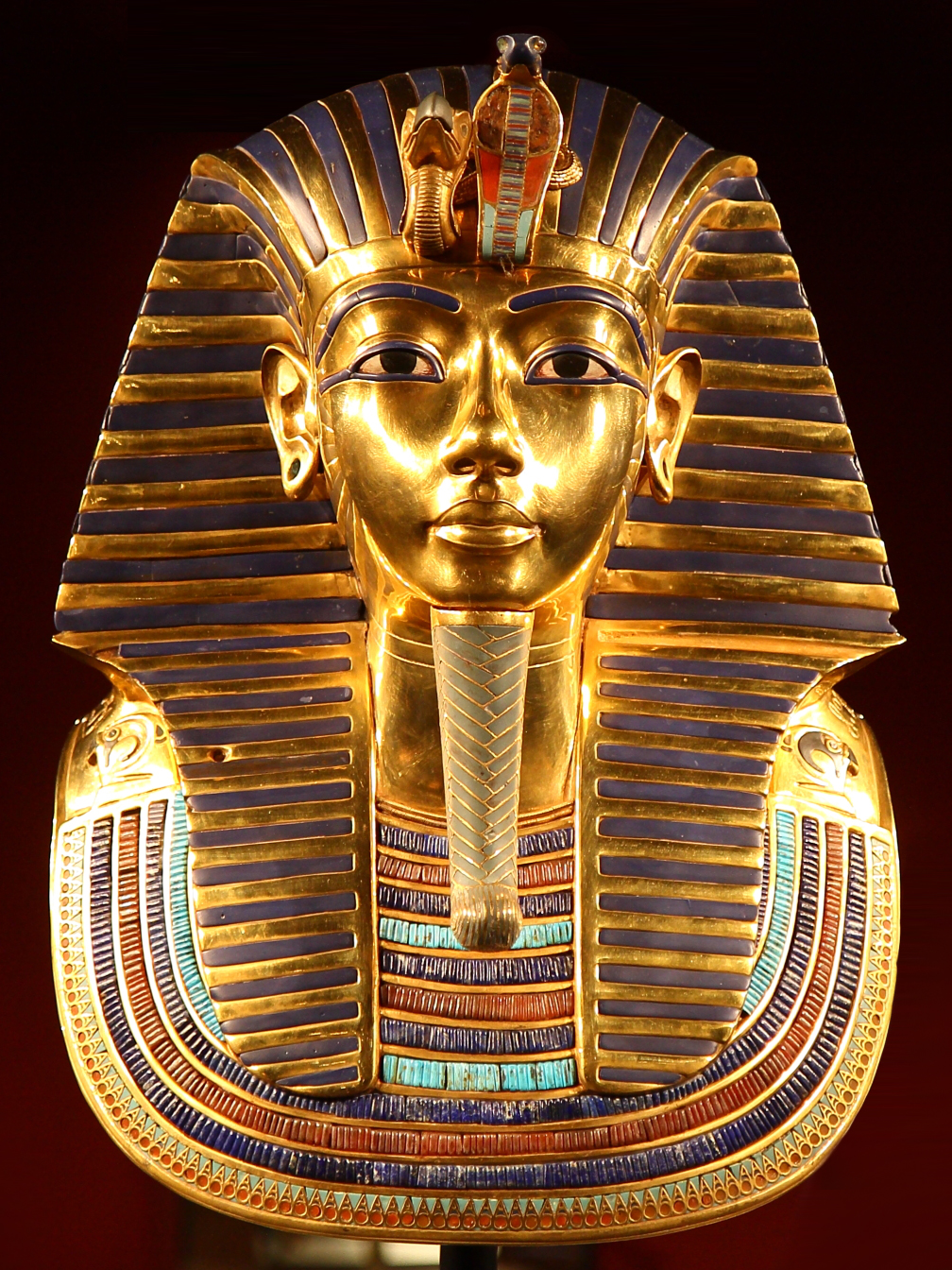
Maschera funeraria di Tutankhamon, conservata al Museo egizio del Cairo.

Le maschere delle persone decedute sono parte della tradizione di molti paesi. Il processo di tumulazione più famoso è quello egiziano che comprendeva la mummificazione del corpo che, dopo preghiere e consacrazioni, era posizionato in un sarcofago. Un elemento speciale del rito era la maschera scolpita, messa sulla faccia del defunto. Si credeva che questa maschera potesse rafforzare lo spirito della mummia e proteggere l'anima dagli spiriti maligni nel suo cammino verso l'aldilà. La maschera più conosciuta è quella di Tutankhamon: in oro e smalto. Maschere del genere, tuttavia, non erano fatte da calchi del viso, anzi, il processo di mummificazione conserva le caratteristiche del defunto.
Nel 1876, l'archeologo Heinrich Schliemann scoprì sei tombe a Micene, che egli credette appartenessero a grandi eroi e re dell'antica Grecia - Agamennone, Cassandra, e i loro consiglieri. Per sua sorpresa i teschi erano coperti da maschere d'oro. È ormai considerato da alcuni poco probabile che le maschere in realtà appartenessero ad Agamennone e agli altri eroi della tradizione epica.
Il carattere realistico delle sculture nell'Antica Roma è stato attribuito all'utilizzo della cera per preservare le caratteristiche dei membri della famiglia. Le maschere di cera erano dopo riportate in un materiale più durevole.

### Calchi

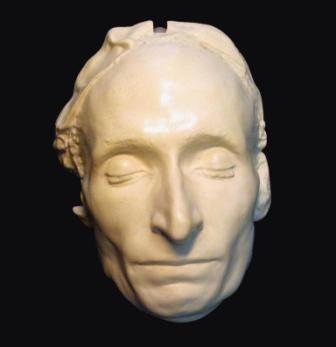
Maschera mortuaria di Blaise Pascal.

Alla fine del Medioevo, ha avuto luogo un cambiamento dalle maschere scolpite alle vere e proprie maschere mortuarie, fatte di cera o di gesso. Queste maschere non vennero sepolte con il defunto. Invece, erano utilizzate nelle cerimonie funebri e successivamente venivano conservate nelle biblioteche, nei musei e nelle Università. Le maschere mortuarie non venivano fatte solo ai reali e alla nobiltà (Enrico VIII, Famiglia Sforza), ma anche a persone eminenti - poeti, filosofi e drammaturghi, come Dante Alighieri, Filippo Brunelleschi, Torquato Tasso, Blaise Pascal e Voltaire. Come nell'Antica Roma, le maschere mortuarie venivano spesso usate per ritratti, sculture, busti o incisioni raffiguranti il defunto.
La maschera mortuaria di Oliver Cromwell  si trova nel Castello di Warwick. Un'altra maschera nota è quella di Napoleone Bonaparte, fatta sull'isola di Sant'Elena ed esposta al British Museum di Londra.
In Russia, la maschera mortuaria risale all'epoca di Pietro il Grande, la cui maschera fu fatta da Carlo Bartolomeo Rastrelli. Altre maschere ben note sono quelle di Alessandro I, Nicola I e Alessandro II.
Una delle prime maschere ucraine fu quella del poeta Taras Ševčenko, fatta da Peter Clodt von Jürgensburg a San Pietroburgo, Russia.

### Scienza

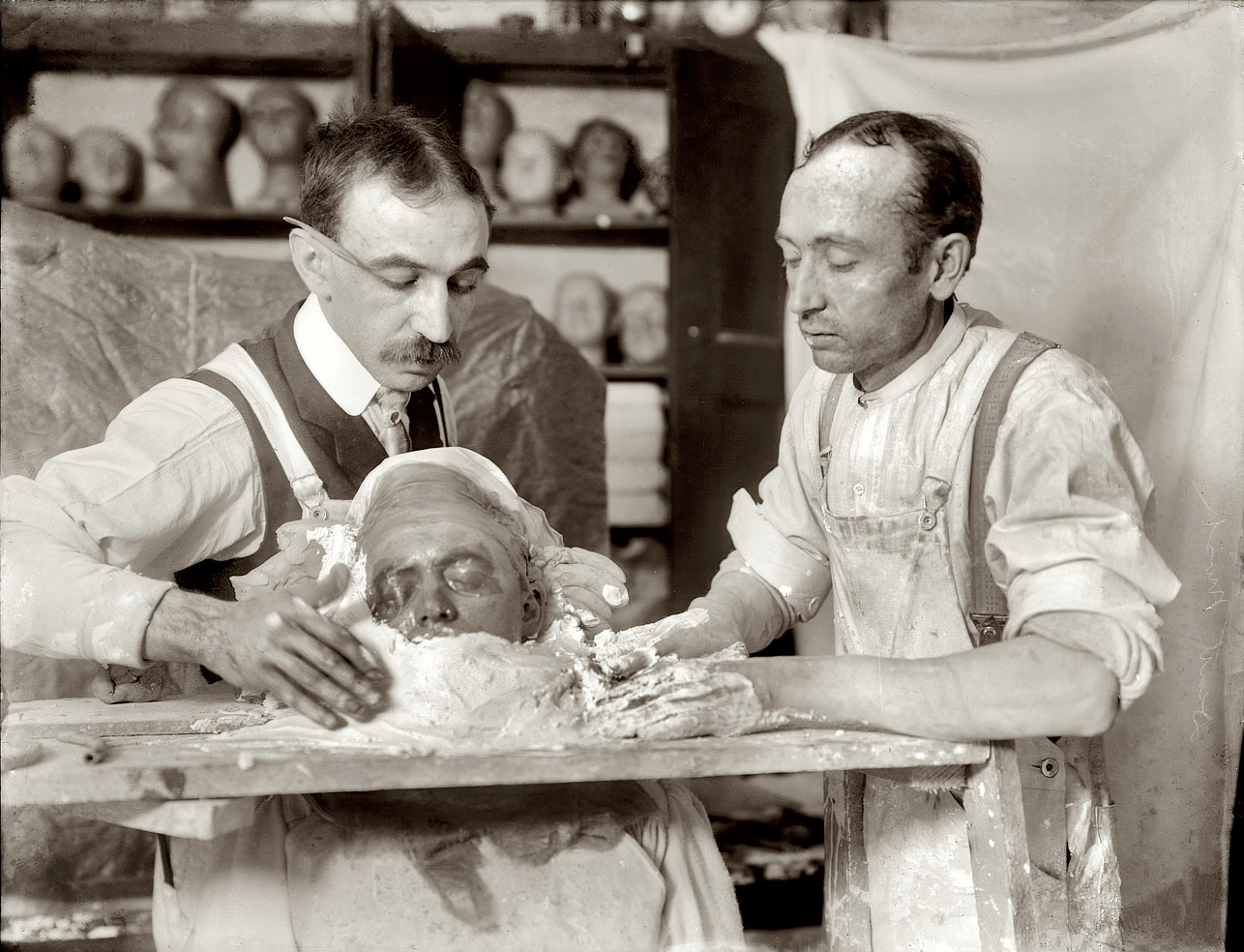
Due uomini durante il processo di creazione di una maschera mortuaria

Le maschere mortuarie erano spesso usate dagli uomini di scienza dalla fine del diciottesimo secolo per registrare le variazioni della fisiognomia. In quell'epoca erano comuni anche le maschere dei vivi, prese cioè da persone ancora in vita. Gli antropologi usavano queste maschere per studiare le caratteristiche fisiognomiche delle persone famose e dei noti criminali, le maschere erano usate anche per ottenere dati sulle differenze razziali.

### Forense

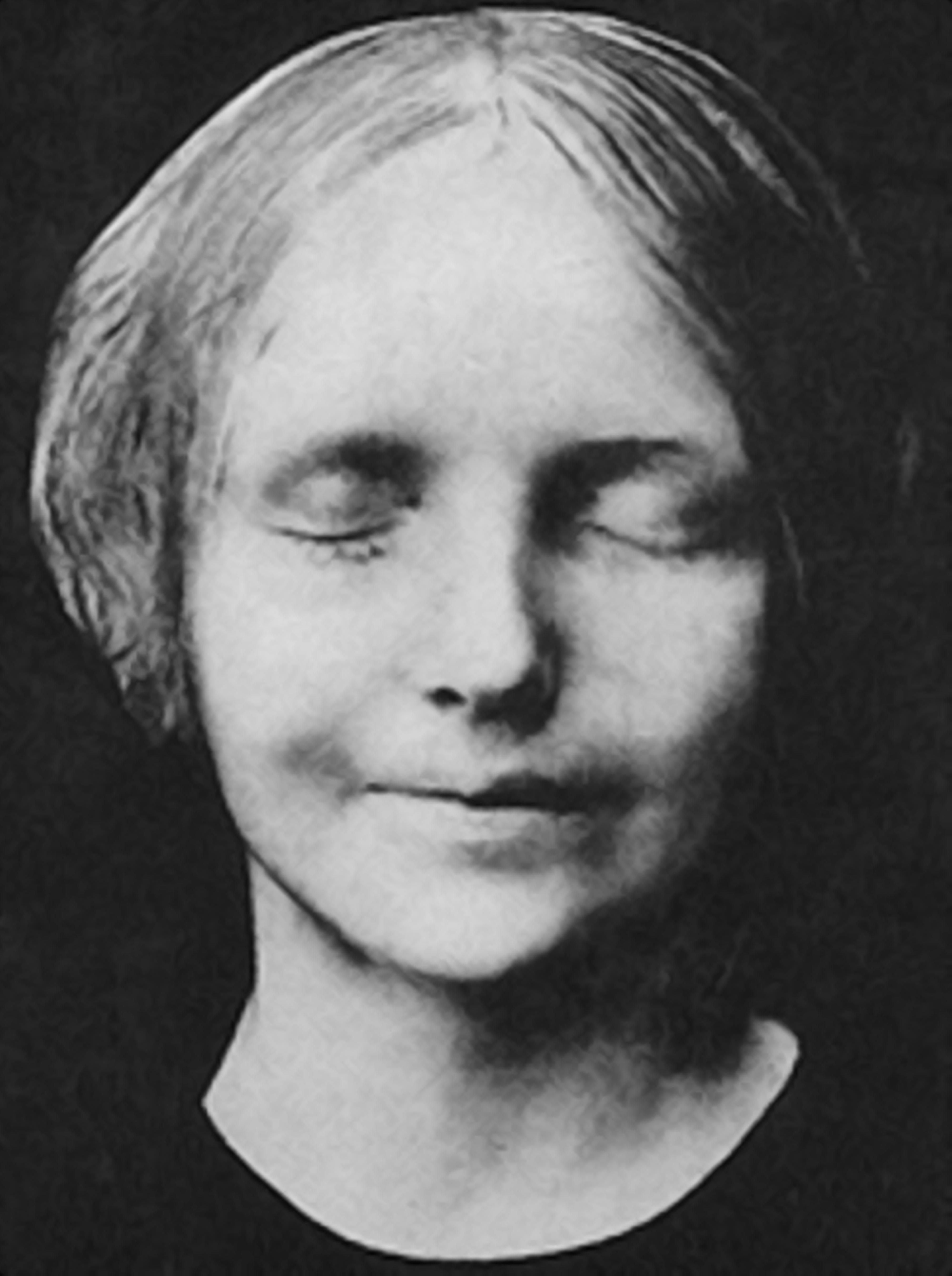
La sconosciuta della Senna.

Prima della diffusione della fotografia, le caratteristiche del viso di corpi non identificati erano preservati dalle maschere mortuarie in modo che i parenti potessero riconoscere il corpo se fossero stati in cerca di una persona scomparsa.
Una di queste maschere, conosciuta come La sconosciuta della Senna, registra il viso di una giovane donna sconosciuta che sarebbe stata trovata annegata lungo la Senna a Parigi alla fine degli anni 1880. Pare che un impiegato dell'obitorio, impressionato dalla sua bellezza, abbia voluto immortalarla in un calco. Era considerata così bella, che negli anni seguenti furono fatte delle copie della sua maschera mortuaria.
Il viso di Resusci Anne, il primo manichino al mondo per il training sulla rianimazione, prodotto nel 1960, fu modellato sul viso de La sconosciuta della Senna.